# Лепский, Георгий Соломонович
Гео́ргий Соломо́нович Ле́пский (23 августа 1919, Барнаул — 23 февраля 2002, Москва) — советский и российский поэт, бард, художник и педагог, известный прежде всего авторством музыки песни «Бригантина».

## Биография
Родился в Барнауле, в семье Соломона Мариевича Лепского, участника Первого Всероссийского съезда Советов рабочих и солдатских депутатов (1917), впоследствии сотрудника Бутырского амбулаторного объединения и Наркомата финансов СССР, автора книги «Революция 1917—18 гг. в Самарской губернии» (с соавторами, Самара: Издание Правления Союза кооперативных объединений, 1918). В 1925 году семья переехала в Москву, поселившись в начале улицы «Правда»; там Георгий пошёл в школу. В 1934 году познакомился с жившими неподалёку Павлом Коганом и рядом других молодых литераторов. В возрасте семнадцати лет осенью 1937 года совместно с Коганом сочинил свою первую песню — «Бригантина». В последующие несколько лет были написаны ещё несколько песен на стихи Когана, а также Сергея Наровчатова, Давида Самойлова, Евгения Аграновича.

Оказывается, в самой глубине души, куда и не заглядываешь на лекциях и диспутах, мы — флибустьеры и авантюристы… Ужасное недоверие к нашей душной казённой идеологии мы скрывали даже от себя. Величие, пафос… Но теплее была удаль, свобода «Бригантины» с капитаном, обветренным, как скалы.
— Евгений Агранович, «Барнаул литературный», 2017
В 1939 году поступил в Московский институт прикладного искусства, но с первого курса был мобилизован в армию — началась финская кампания. Солдатом срочником встретил Великую Отечественную войну, в звании младшего сержанта в 1943 году служил в составе II гвардейского отдельного железнодорожного батальона, в дальнейшем был командиром отделения.
После демобилизации в 1946 году поступил в Московский государственный педагогический институт им. Андрея Бубнова, студентом начал сочинять песни и на собственные стихи. В 1950 году окончил художественно-графический факультет, а в 1972 году — там же педагогический. Работал в школе учителем рисования. Преподавал изобразительное искусство в МГПИ на факультете начальных классов, в Институте художественного воспитания, где был старшим научным сотрудником.
…Павла Когана с Георгием Лепским вполне можно причислить к предтечам авторской песни.
До конца жизни продолжал писать песни — всего более двухсот пятидесяти. Выступал с концертами, руководил институтской художественной самодеятельностью, участвовал в работе жюри фестивалей авторской песни. Был организатором туристических походов и путешествий по Карелии, Белоруссии, Подмосковью.
Семья: был женат, сын — Владимир Георгиевич Лепский, военный.
Умер в 2002 году. Похоронен на Хованском кладбище (участок № 129).

## Творчество

### Музыка к песням
- Бригантина — стихи Павла Когана, 1937
- Вижу сон («Вижу сон, Дорога чёрная…») — стихи Сергей Есенин
- Вот опять окно, где опять не спят… — стихи Марины Цветаевой
- Осыпались листья — стихи Марины Цветаевой
- Время вишен («Когда в садах настанет время…») — стихи Жана Батиста Клемана
- Голубая душегрейка — стихи Евдокии Ростопчиной
- Зимняя ночь («Мело, мело по всей земле…») — стихи Бориса Пастернака
- Когда-нибудь — стихи Давида Самойлова
- Кузнец («Подъезжает солдат…») — стихи Давида Самойлова
- Осень («И осень, которая вдруг началась…») — стихи Давида Самойлова
- Поворожи цыганка — стихи Давида Самойлова
- Полночь под Ивана-Купала — стихи Давида Самойлова
- Баллада О Роб Рое («Изодран твой плед…») — стихи Сергея Наровчатова
- Ну, играй же («Ну играй, мой хороший…») — стихи Сергея Наровчатова
- На дороге в Мандалей — стихи Редьярда Киплинга в переводе Самуила Маршака
- Остров Вайгач — стихи Александра Городницкого
- Радуга-верея — стихи Сергея Клычкова
- Слышен гул орудий отдалённый — стихи Семёна Гудзенко
- Спите, люди («Спите, люди, Отдохните. Вы устали. Отдохните…») — стихи Михаила Луконина
- Старинный романс («Любовь стараясь удержать…») — стихи Евгения Аграновича
- Телевизионные реи («Снова я напился, дружище…») — стихи Евгения Аграновича
- Что-то будет со мной — стихи Евгения Аграновича
- Московская осень («Китайской тушью ветки нарисованы…») — стихи Аллы Медниковой
- Ты обними меня — стихи Татьяны Крауц
- Черёмуха («Дурманящее майское цветение…») — стихи А. Таранской
- Заснеженный сад

### Песни на собственные стихи
- А я на брёвнышке сижу, молюсь: «О, Боже мой!» — 1950
- Сонет («Гармония двух животов и чресл…»)
- Март в лесу («Можно просто обалдеть…»)
- По голубым асфальтовым дорожкам…
- Полька («Помню вас как сейчас…»)
- Проводы Старого года
- Холодина синяя на дворе

### Стихотворения
- Звучат мне станции метро («Звучат мне станции метро напевами мелодий…»)

## Награды
- орден Отечественной войны II степени (1985)[17];
- медаль «За победу над Германией в Великой Отечественной войне 1941—1945 гг.»[источник не указан 852 дня].

## Комментарии
1. ↑  По воспоминаниям Д. Самойлова на войну Г. Лепского проводили в 1939 году, и он пробыл там до победного конца[8].
2. ↑  В военные годы, согласно мемуарам А. Городницкого, Г. Лепский служил в железнодорожных войсках[11].